# 2 mars 1993
Le mardi 2 mars 1993 est le 61e jour de l'année 1993.

## Naissances
- Ayoub Karrar, coureur cycliste algérien
- Bogdan Radivojević, handballeur international serbe
- Mariya Yaremtchouk, chanteuse ukrainienne
- Nemanja Krstić, joueur de basket-ball serbe
- Nicolás Brussino, joueur de basket-ball argentin
- Pandelela Rinong Pamg, plongeuse malaise
- Pieter Bulling, cycliste néo-zélandais
- Susanna Tapani, joueuse de hockey sur glace finlandaise
- Till Drobisch, coureur cycliste namibien
- Vedat Albayrak, judoka turc

## Décès
- André Bareau (né le 31 décembre 1921), orientaliste français
- Geneviève de La Salle (née en 1904), organiste française
- Geoffroy de Montalembert (né le 10 octobre 1898), personnalité politique française
- Hans Hilfiker (né le 15 janvier 1901), artiste suisse
- Jean Tortel (né le 4 avril 1904), poète français
- Louis-Joseph Pigeon (né le 7 juillet 1922), personnalité politique canadienne
- Yoshiro Ota (né le 11 janvier 1900), joueur de tennis japonais

## Événements
- Découverte de (20043) Ellenmacarthur
- Création du grand orchestre de charité de Noël
- Fin de la série télévisée Guerres privées
- Sortie de l'album Stain du groupe de rock américain Living Colour